# Kriváň
Kriváň é um município da Eslováquia, situado no distrito de Detva, na região de Banská Bystrica. Tem 9,11 km² de área e sua população em 2018 foi estimada em 1.727 habitantes.

## Demografia
| Ano:        | 1994 | 2004   | 2014   | 2024   |
| ----------- | ---- | ------ | ------ | ------ |
| Broj ljudi: | 1638 | 1709   | 1689   | 1739   |
| Razlika:    |      | +4,33% | -1,17% | +2,96% |

| Ano:               | 2023 | 2024   |
| ------------------ | ---- | ------ |
| Número de pessoas: | 1727 | 1739   |
| Diferença:         |      | +0,69% |